# Passeggero in terra
Passeggero in terra (Le Voyageur sur la terre) è un romanzo breve di Julien Green pubblicato in Francia nel 1927. Uscì in Italia nel 1981 nella traduzione di Donatella Ziliotto.

## Storia editoriale
Il romanzo è stato tradotto in inglese, spagnolo, tedesco, turco, oltre che in italiano.
In Francia, Le Voyageur sur la terre uscì dapprima a puntate nel 1927 sulla Nouvelle Revue Française, quindi in volume nel 1930 e nel 1977.

## Trama
La vicenda si svolge nell'anno 1895, negli Stati Uniti, dapprima a Savannah (Georgia), quindi ad Halifax (Virginia).
Daniel O'Donovan, raggiunti i sedici anni, decide di fuggire dalla casa dello zio che lo aveva accolto orfano, per andare a studiare in Virginia. Trovati i mezzi per il viaggio da Savannah, raggiunge effettivamente la cittadina universitaria, ma ancora è presto per l'inizio dei corsi e quindi si ritrova a tu per tu con un misterioso e potenziale compagno che chiama Paul. Cosa accada tra i due ragazzi rimane senza spiegazione, ma nella solitudine del villaggio universitario Daniel incorre in un incidente mortale. Le indagini porteranno a scoprire non poche verità, omissioni e menzogne.

## Ambientazione
I luoghi di ambientazione del romanzo sono: Savannah, in Georgia, e la cittadina universitaria della Virginia. luoghi che torneranno in testi posteriori di Julien Green. Savannah, era la città di origine della madre dell'autore, la Virginia invece fu lo Stato di origine del padre; ed entrambi i genitori mantennero salde radici con tali luoghi . Tuttavia Julien Green non poté visitare l'America che all'età di diciannove anni, in un clima che era cambiata per sempre.

## Edizioni in italiano
- Passeggero sulla terra, trad. di Leonardo Sinisgalli, Milano: Il Saggiatore, 1959
- Passeggero in terra, trad. di Donatella Ziliotto, (con il racconto Christine), Milano: Serra e Riva, 1981
- Passeggero in terra, traduzione di Donatella Ziliotto; introduzione di Marco Forti, Milano: A. Mondadori, 1989
- Viaggiatore in terra: cinque racconti, a cura di Giuseppe Girimonti Greco; traduzione e note di Giuseppe Girimonti Greco, Francesca Scala, Ezio Sinigaglia, Filippo Tuena, Roma : Nutrimenti, 2015 (contiene Le chiavi della morte, Christine, Leviatano o L'inutile traversata, Maggie Moonshine)